# دوبرونین
دوبرونین (به چکی: Dobronín) یک منطقهٔ مسکونی در جمهوری چک است که در ناحیه ییهلاوا واقع شده‌است. دوبرونین ۱۳٫۷۳ کیلومتر مربع مساحت و ۱٬۹۳۴ نفر جمعیت دارد و ۴۷۵ متر بالاتر از سطح دریا واقع شده‌است.

## خواهرخوانده
شهر Bellmund خواهرخواندهٔ دوبرونین هست.